# Bundesstraße 27
Pour les articles homonymes, voir B27 et Route 27.
La Bundesstraße 27 (abrégé en B 27) est une Bundesstraße reliant Blankenburg (Harz) à Lottstetten.

## Localités traversées
- Blankenburg (Harz)
- Elbingerode
- Braunlage
- Bad Lauterberg im Harz
- Herzberg am Harz
- Gieboldehausen
- Göttingen
- Friedland
- Bad Sooden-Allendorf
- Sontra
- Bebra
- Bad Hersfeld
- Hünfeld
- Fulda
- Bad Brückenau
- Hammelburg
- Karlstadt-sur-le-Main
- Wurtzbourg
- Tauberbischofsheim
- Hardheim
- Walldürn
- Buchen
- Mosbach
- Neckarelz
- Gundelsheim
- Heilbronn
- Kirchheim am Neckar
- Besigheim
- Bietigheim-Bissingen
- Ludwigsburg
- Kornwestheim
- Stuttgart
- Tübingen
- Hechingen
- Balingen
- Rottweil
- Schwenningen
- Bad Dürrheim
- Donaueschingen
- Hüfingen
- Blumberg
- Jestetten
- Lottstetten